# Al Pacino’s Looking for Richard
Al Pacino’s Looking for Richard (Originaltitel wie auch Alternativtitel: Looking for Richard) ist ein US-amerikanischer Dokumentarfilm aus dem Jahr 1996. Regie führte Al Pacino, der auch das Drehbuch anhand des Theaterstücks Richard III. von William Shakespeare aus dem Jahr 1593 schrieb und den Film mitproduzierte. Pacino spielt in seinem Debütfilm als Regisseur sowohl sich selbst als Regisseur des Stücks, der mit den Schauspielern die Rollen erarbeitet, als auch in ausgewählten Szenen die Titelrolle.
Ursprung des Films war ein Shakespeare-Workshop Al Pacinos, den er mit amerikanischen Studenten durchgeführt hat. Der Film selbst ist das Ergebnis seiner langjährigen und intensiven Auseinandersetzung mit dem Werk Shakespeares.

## Handlung
Das Drama Richard III. spielt gegen Ende der englischen Rosenkriege. Hauptfigur ist Richard Herzog von Gloucester aus dem Hause York, der jüngste Bruder des regierenden Königs Edward IV. Richard strebt die Königskrone an. Er intrigiert, korrumpiert die mächtigen und machtgierigen Landlords am Hof und lässt alle ermorden, die ihm in der Thronfolge vorausgehen. Der Herzog von Buckingham, Mitglied des Thronrates, bittet ihn öffentlich, nicht als Regent zu herrschen, sondern die Königskrone anzunehmen, was Richard vorläufig akzeptiert. Er weist Buckingham an, seine beiden Neffen, Söhne und rechtmäßige Erben, umbringen zu lassen, was – wie Spacey kommentiert – Buckinghams Grenze überschreitet. In der Entscheidungsschlacht zwischen seinen Anhängern, bzw. dem Haus York und den Anhängern der Plantagenets fällt er in der Schlacht, und sein Konkurrent Heinrich Plantagenet folgt ihm als Heinrich VII. auf den englischen Thron.
Der Film vermischt die Handlung von Shakespeares Stück mit Dokumentaraufnahmen, in denen Pacino unter anderem über die Probleme mit der Rezeption der Werke Shakespeares in den USA spricht. Er diskutiert mit amerikanischen Studenten und Leuten auf der Straße, was sie überhaupt über Shakespeare wissen und über die Schwierigkeiten, die als altmodisch und fremd empfundene Sprache in seinen Dramen zu verstehen. Er spricht mit den Schauspielern über ihre Rollen und probt mit ihnen einzelne Szenen des Stücks. Dazwischen führt er Interviews mit einer Reihe von Shakespeare-Spielern und -regisseuren, wie
Kenneth Branagh, Peter Brook, Paul Gleason, John Gielgud, Derek Jacobi, James Earl Jones, Kevin Kline oder Vanessa Redgrave. Immer wieder kommt er auf die Aktualität Shakespeares, was Verhalten, Probleme und Handlungen auch der Menschen von heute betrifft, zurück.
Der Film- und Theaterregisseur Kevin Spacey, der den Earl of Buckingham verkörpert, vergleicht diesen z. B. mit den politischen Beratern, die für die Iran-Contra-Affäre verantwortlich waren.

## Kritiken
Der US-amerikanische Filmkritiker Roger Ebert lobt Al Pacinos Film als das Ergebnis einer jahrelangen Auseinandersetzung mit dem englischen Dramatiker: „Der Punkt ist, dass die Wertschätzung Shakespeares ein laufendes Projekt für jede an Literatur interessierte Person ist. Wir erfassen dabei Geschichte und Vertrautheit, und wenn wir Glück haben, erkennen wir die Größe, den Humor, die Traurigkeit, die Einsicht, die Weisheit. ‚Looking for Richard‘ ist das Porträt eines Mannes und seiner Freunde, die genau das tun. Indem sie beschlossen haben, Schauspieler zu werden, wissen sie, dass sie diese Kunst nicht respektieren können, ohne den größten Dichter zu umarmen. Wenn wir beschlossen haben, Leser und Zuschauer zu werden, können wir nicht weniger tun, und dieser Film ist eine wunderbare Inspiration“.
Der Film Looking for Richard sei eine Untersuchung über Shakespeare als kulturelle Institution. Er gehe gegen das Vorurteil an, Shakespeare sei heute wegen seiner Sprache irrelevant, und seine Geschichten seien langweilig. „Während des Films befragt Pacino das Publikum, was ihnen Shakespeare bedeutet, quetscht Gelehrte nach ihren Erkenntnissen aus, befragt die Elite britischer Theaterschauspieler nach ihren Ideen, besucht Orte, an denen Shakespeare gelebt hat, besichtigt das neu gebaute Londoner Globe Theatre und macht eine Pilgerreise nach Stratford-upon-Avon“.
Mit seiner Schlussszene aus Richard III. wecke der Film die Neugier auf Shakespeare. Vor allem aber sei Looking for Richard ein Film, und Pacino mache Gebrauch von allen Möglichkeiten, die ein Film bietet, eine Story zu erzählen, Spannung zu erzeugen, zu unterhalten und zu bilden (educate), wenn man Shakespeare auf die Bühne bringt.
Das Lexikon des internationalen Films schrieb, Al Pacino hinterfrage „die Gültigkeit ethischer Normen in Vergangenheit und Gegenwart“. Vieles bleibe „dabei lediglich Behauptung oder wird durch eine hektische Videoclip-Ästhetik gedanklich erschlagen“. Der Film finde erst in seiner zweiten Hälfte „einen eigenen Rhythmus, so daß sich einiges von der Doppelbödigkeit der Vorlage und zugleich etwas von Pacinos Könnerschaft“ vermittle.

## Auszeichnungen
Robert Leacock gewann im Jahr 1996 den Goldenen Frosch des polnischen Festivals Camerimage. Al Pacino erhielt im Jahr 1997 den Directors Guild of America Award und wurde für den Independent Spirit Award nominiert. Der Film wurde 1997 für den Preis Eddie der American Cinema Editors nominiert.

## Hintergründe
Der Film wurde in London, in Stratford-upon-Avon, in Montreal und in New York City gedreht. Seine Weltpremiere fand im Mai 1996 auf den Internationalen Filmfestspielen von Cannes 1996 statt. Der Film lief in der Reihe Un Certain Regard außerhalb des Wettbewerbs. Am 8. September 1996 wurde der Film auf dem Toronto International Film Festival gezeigt, dem einige weitere Filmfestivals folgten. Der Film spielte in den Kinos der USA ca. 1,36 Millionen US-Dollar ein. In Deutschland wurden über 23 Tsd. Kinozuschauer gezählt.